# Вільгельм Маршалл
Вільгельм Маршалл (нім. Wilhelm Marschall; нар. 30 вересня 1886, Аугсбург, Баварія — пом. 20 березня 1976, Мельн, Шлезвіг-Гольштейн) — німецький воєначальник часів Третього Рейху, генерал-адмірал Крігсмаріне (1943). Кавалер Pour le Mérite (1918).

## Біографія
1 квітня 1906 року вступив у ВМФ. Закінчив військово-морське училище (1908). Служив на кораблях різних типів. Учасник Першої світової війни, в серпні-вересні 1914 року — командир загороджувача «Віадріл», з 8 листопада 1914 року — вахтовий офіцер лінійного корабля «Кронпринц». 30 червня 1916 року закінчив школу командирів підводних човнів. З 26 листопада 1916 року командував підводним човном UC-74, з 30 грудня 1917 по 12 вересня 1918 року — UB-105, взяв участь в необмеженій підводній війні проти торгового флоту союзників. Всього за час бойових дій потопив 44 ворожих кораблі загальною водотоннажністю 120 460 брт і пошкодив 1 корабель (765 брт).
Після демобілізації армії залишений на флоті. З 10 липня 1921 року — 1-й офіцер гідрографічного судна «Пантера». 13 березня 1922 року переведений в штаб військово-морської станції «Остзее». З 1 жовтня 1924 року — командир «Пантери». 16 грудня 1926 року переведений в Морське управління Морського керівництва. З 8 вересня 1929 року — 1-й офіцер лінійного корабля «Шлезвіг-Гольштейн», з 25 лютого 1930 року — «Ганновер». З 26 вересня 1931 року — начальник штабу військово-морської станції «Остзее». З 25 вересня 1934 року — командир лінійного корабля «Гессен», а з 12 листопада 1934 року — новітнього броненосця «Адмірал Шеер». З 22 вересня 1936 року — начальник Оперативного відділу Командного управління ОКМ. 8 жовтня 1937 року призначений командувачем німецькими ВМС в Іспанії.
З 9 лютого 1938 року — командувач броненосними силами флоту. З 21 жовтня 1939 року — командувач флотом. Вважався найбільшим авторитетом в області тактики крейсерських операцій, проявив себе самостійним командиром. У листопаді 1939 року вивів «Шарнхорст» і «Гнейзенау» в Північне море, щоб прикрити повернення лінійного корабля «Дойчланд» після рейду в Атлантику. Маневр вдався, і «Дойчланд» без проблем повернувся на базу. При цьому він ухилився від бою з переважаючими силами англійського флоту. Після цього випадку у Маршалла зіпсувалися стосунки з Еріхом Редером. Керував німецьким флотом під час Норвезької кампанії. Здобув велику перемогу в бою з кораблями англійської конвою поблизу Нарвіка 8 червня 1940 року, однак після кампанії Редер знову почав звинувачувати Маршалла в невиконанні наказів ОКМ, і 18 червня 1940 року його змінив адмірал Гюнтер Лют'єнс. З 26 серпня 1940 року — інспектор військово-морських навчальних закладів. З кінця 1941 року виконував особливі доручення в групах ВМС «Південь» і «Схід». У квітні-травні 1942 року — начальник військово-морської станції «Остзе». З 12 серпня 1942 року Маршаллу були підпорядковані ВМС, що базувалися на території Франції. В кінці вересня очолив командування ВМС «Захід» (штаб — Париж), одночасно командувач-адмірал у Франції. 19 квітня 1943 року замінений адміралом Теодором Кранке, а 30 червня 1943 року звільнений у відставку. Потім з 4 червня 1944 року керував особливим штабом ВМС на Дунаї, але 30 листопада 1944 року знову звільнений у відставку. З 19 квітня 1945 року — керівник Командування ВМС «Захід». 8 травня 1945 року заарештований американськими військами і перебував у таборі для військовополонених. 25 червня 1946 року звільнений.

## Нагороди
- Медаль принца-регента Луїтпольда в бронзі (1 листопада 1912)
- Залізний хрест
  - 2-го класу (7 січня 1916)
  - 1-го класу (12 квітня 1917)
- Орден «За військові заслуги» (Болгарія) з військовою відзнакою
- Галліполійська зірка (Османська імперія)
- Медаль «Ліакат» (Османська імперія)
  - срібна з шаблями (22 травня 1917)
  - золота з шаблями
- Орден «За військові заслуги» (Баварія) 4-го класу з мечами (18 жовтня 1917)
- Королівський орден дому Гогенцоллернів, лицарський хрест з мечами (12 листопада 1917)
- Хрест «За військові заслуги» (Австро-Угорщина) 3-го класу з військовою відзнакою (24 грудня 1917)
- Орден Залізної Корони 3-го класу з військовою відзнакою (Австро-Угорщина)
- Pour le Mérite (4 липня 1918)
- Срібна медаль «Імтияз» з шаблями (Османська імперія; 1 жовтня 1918)
- Нагрудний знак підводника (5 листопада 1918)
- Почесний хрест ветерана війни з мечами (21 грудня 1934)
- Орден Меча, командорський хрест (Швеція; 26 червня 1936)
- Медаль «За вислугу років у Вермахті» 4-го, 3-го, 2-го і 1-го класу (25 років; 2 жовтня 1936) — отримав 4 нагороди одночасно.
- Орден Корони Італії, великий офіцерський хрест (29 вересня 1937)
- Орден Медауйя, великий хрест (Іспанське Марокко; 5 листопада 1937)
- Орден Заслуг (Угорщина), командорський хрест із зіркою (20 серпня 1938)
- Срібна плакета Німецького закордонного інституту
- Медаль «У пам'ять 1 жовтня 1938 року» (22 травня 1939)
- Медаль «За Іспанську кампанію» (Іспанія)
- Іспанський хрест в сріблі (6 червня 1939)
- Орден морських заслуг (Іспанія), великий хрест білого дивізіону (25 серпня 1939)
- Застібка до Залізного хреста
  - 2-го класу (14 жовтня 1939)
  - 1-го класу (27 листопада 1939)
- Медаль «У пам'ять 22 березня 1939 року»
- Орден військових заслуг (Іспанія), великий хрест білого дивізіону (12 січня 1940)
- Нагрудний знак флоту (14 серпня 1941)
- Німецький хрест в золоті (23 березня 1942)

Військова кар'єра
- 6 квітня 1907 — фенрих ВМС
- 30 вересня 1909 — лейтенант-цур-зее
- 19 вересня 1912 — обер-лейтенант-цур-зее
- 13 січня 1917 — капітан-лейтенант
- 1 серпня 1925 — корветтен-капітан
- 1 жовтня 1930 — фрегаттен-капітан
- 1 жовтня 1932 — капітан-цур-зее
- 1 жовтня 1936 — контр-адмірал
- 1 листопада 1938 — віцеадмірал
- 1 грудня 1939 — адмірал
- 1 лютого 1943 — генерал-адмірал